# Ringhajar
Ringhajar (Parascylliidae) är en familj av hajar. Parascylliidae ingår i ordningen wobbegongartade hajar inom klassen hajar och rockor (Elasmobranchii). Enligt Catalogue of Life omfattar familjen Parascylliidae 8 arter.
Dessa hajar kännetecknas av en långsmal bål och de har ofta tömmar vid halsens nedre del. I tömmarna finns känselorgan som kan uppfatta bytesdjuren mekanisk och kemisk. Familjens medlemmar är allmänt kortare än en meter.
Arterna förekommer i Sydkinesiska havet samt vid Australien. De lever vid havets botten nära kusterna eller i djupare regioner. Födan utgörs antagligen av mindre fiskar, kräftdjur och andra havslevande ryggradslösa djur.
Släkten enligt Catalogue of Life:
- Cirrhoscyllium - sydkinesiska ringhajar
- Parascyllium - australiska ringhajar